# Polaris-Gletscher
Der Polaris-Gletscher ist ein 6 km langer Gletscher an der Nordenskjöld-Küste im Osten des Grahamlands auf der Antarktischen Halbinsel. Er fließt vom Detroit-Plateau zwischen dem Pyke- und dem Eliason-Gletscher in südlicher Richtung zum Larsen Inlet.
Der Falkland Islands Dependencies Survey nahm zwischen 1960 und 1961 Vermessungen vor. Das UK Antarctic Place-Names Committee benannte ihn 1964 nach einem Motorschlitten der US-amerikanischen Firma Polaris Industries, der seit den 1960er Jahren in Antarktika eingesetzt wird.